# Рибалочка бірюзовий
Риба́лочка бірюзовий (Alcedo quadribrachys) — вид сиворакшоподібних птахів родини рибалочкових (Alcedinidae). Поширений у тропічній Африці.

## Поширення
Вид поширений в Західній та Центральній Африці від Сенегалу до Анголи.

## Підвиди
- A. q. quadribrachys Bonaparte, 1850 — Сенегал і Гамбія до західної центральної Нігерії;
- A. q. guentheri Sharpe, 1892 — південна Нігерія до Кенії, північний захід Замбії та північна Ангола.

## Опис
Птах завдовжки 16 см, схожий на рибалочку блакитного. Характеризується чорним дзьобом, ультрамариново-синьою головою, темно-синіми верхівками крил, білим горлом і червонуватим відтінком на грудях, животі та нижній частині крил.